# Torne
Il Torne (in svedese Torne älv o Torneälven, in finlandese Tornionjoki; Duortneseatnu in sami settentrionale, Tornionväyla in meänkieli), è un fiume dell'Europa settentrionale. La sua sorgente è il lago Torneträsk, situato nella Svezia settentrionale vicino al confine con la Norvegia, e scorre verso sud-est per una lunghezza di circa 522 km, prima di sfociare nel golfo di Botnia.
Insieme al Muonio, suo affluente, il Torne traccia nella sua porzione inferiore il confine tra Svezia e Finlandia fino alla sua foce. È il più grande fiume che attraversa la contea di Norrbotten, sia per lunghezza che per bacino idrografico.

## Geografia
Il bacino idrografico del Torne ha una superficie totale di 40.147,1 km². Di questi, 25.393,1 km² sono in Svezia, 14.266,3 km² in Finlandia e in 497,7 km² in Norvegia. La sua portata media è di 381 metri cubi al secondo.